# BX Андромеды
BX Андромеды (лат. BX Andromedae), HD 13078 — тройная звезда в созвездии Андромеды на расстоянии приблизительно 597 световых лет (около 183 парсеков) от Солнца.
Пара первого и второго компонентов — двойная затменная переменная звезда типа Беты Лиры (EB). Видимая звёздная величина звезды — от +9,53m до +8,87m. Орбитальный период — около 0,6101 суток (14,643 часов).

## Характеристики
Первый компонент (HD 13078Aa) — жёлто-белая звезда спектрального класса F2V. Масса — около 2,148 солнечных, радиус — около 2,01 солнечных, светимость — около 7,08 солнечных. Эффективная температура — около 6650 K.
Второй компонент (HD 13078Ab) — жёлто-белая звезда спектрального класса F2V. Масса — около 0,977 солнечной, радиус — около 1,4 солнечного, светимость — около 0,9 солнечной. Эффективная температура — около 4758 K.
Третий компонент (BD+40 442B) — жёлтый карлик спектрального класса G. Видимая звёздная величина звезды — +10,398m. Масса — около 1,04 солнечной, радиус — около 1,25 солнечного, светимость — около 1,379 солнечной. Эффективная температура — около 5597 K. Удалён на 19,6 угловых секунд.
Предполагается четвёртый компонент с орбитальным периодом вокруг пары первого и второго компонентов около 62 лет.